# August Town Football Club
Maillots
Actualités
L'August Town Football Club est un club jamaïcain de football basé dans la commune du même nom, dans le territoire de la Paroisse de Kingston.

## Historique
Le club est fondé en 1972. En 2006, pour la première fois de son histoire, il est promu en première division, en terminant à la sixième place lors de sa première saison au sein l'élite jamaïcaine, avant de se retrouver de nouveau relégué, deux ans plus tard, en deuxième division. 
En 2010, le club se voit de nouveau promu en première division, avant de se retrouver une nouvelle fois relégué un an plus tard. En 2013, le club effectue son retour parmi l'élite pour une nouvelle saison,,, avant d'être de nouveau relégué un an plus tard.